# José Luis Rodríguez Zapatero
José Luis Rodríguez Zapatero, född 4 augusti 1960 i Valladolid i Kastilien och León, är en spansk politiker (socialdemokrat), som var ledare för det Spanska socialistiska arbetarpartiet (PSOE) från 2000 till 2012 och som var landets regeringschef mellan 17 april 2004 och 21 december 2011.

## Biografi
José Luis Rodríguez Zapatero är sonson till en republikansk officer som dödades under spanska inbördeskriget. Efter ett tal av Felipe Gonzalez som Zapatero lyssnade till, gick han 1979 med i PSOE. Han studerade juridik vid universitetet i León och fick sedermera tjänst vid universitetet, där han föreläste i konstitutionell rätt. Redan 1986 blev han medlem av parlamentet, som den yngste parlamentsledamoten i Spanien någonsin. Han blev partiledare 2000 och övertog därmed ett splittrat parti i kris. 
PSOE erövrade regeringsmakten i valet den 14 mars 2004, tre dagar efter terrordådet i Madrid. En del anser att terrordådet spelade stor roll för valutgången eftersom regeringen Aznar dragit in landet i kriget mot Irak och skaffat landet fiender. Före attentaten var ett av PSOE:s vallöften att dra tillbaka Spaniens soldater från Irak. Många spanjorer var emot invasionen av Irak. Dagen efter det lyckosamma valet bekräftade Rodríguez Zapatero att man skulle ta hem alla omkring 1 300 soldater från Irak. Regeringen Zapatero behöll majoriteten i parlamentet efter valet den 9 mars 2008. Vid inget av valen lyckades PSOE få absolut majoritet i parlamentet, utan tvingades bilda koalitionsregering med Enade vänstern och regionala nationalistpartier, bland annat från Baskien.
Under Rodríguez Zapateros tid som premiärminister utökades  Kataloniens autonomi, legaliserades samkönade äktenskap  (2005) och skrevs abortlagstiftningen om (2010). Han lyckades dock inte bromsa den överhettande bostadsmarknaden vilket ledde till att Spanien drabbades speciellt hårt av lågkonjunkturen som slog till under 2008. Zapateroministärens andra mandatperiod handlade därför mycket om hög arbetslöshet och stort budgetunderskott.
Under Zapateros första regeringsperiod inleddes även en dialog med den baskiska terroriststämplade väpnade separatiströrelsen Eta, vilket Zapatero bad sitt land om ursäkt för under början av 2007, efter att Eta bombat en flygplats.
Den 2 april 2011 förklarade Zapatero att han inte skulle ställa upp i valet 2012. Valet tidigarelades sedan till den 20 november 2011.